# Iúri Leitão
Iúri Gabriel Dantas Leitão (Viana do Castelo, 3 luglio 1998) è un pistard e ciclista su strada portoghese che corre per il team Caja Rural-Seguros RGA. Su pista è stato campione mondiale 2023 nell'omnium, campione europeo 2020 e 2022 nello scratch e medaglia d'argento mondiale 2021 nella corsa a eliminazione. È il primo atleta portoghese ad aver vinto la medaglia d'oro olimpica in uno sport diverso dall'atletica leggera (nell'Americana, insieme a Rui Oliveira), e ad aver conquistato due medaglie in un'edizione dei Giochi (argento nell'Omnium).

## Palmarès

### Pista
- 2016

Campionati portoghesi, Corsa a punti Junior
- 2020

Campionati portoghesi, Scratch
Campionati europei, Scratch
- 2021

Campionati portoghesi, Americana (con Daniel Dias)
Campionati portoghesi, Omnium
4ª prova Champions League, Corsa a eliminazione (Londra)
- 2022

Campionati portoghesi, Scratch
Campionati portoghesi, Americana (con João Matias)
Campionati europei, Scratch
- 2023

Campionati portoghesi, Scratch
Trofeu Sunlive, Omnium
Trofeu Sunlive, Americana (con Diogo Narciso)
Milton, Americana (con Ivo Oliveira)
Campionati mondiali, Omnium
Trofeu Jose Bento Pessoa, Americana (con Diogo Narciso)
Trofeu Jose Bento Pessoa, Omnium
Trofeu Alves Barbosa, Americana (con Diogo Narciso)
- 2024

Campionati europei, Scratch
Campionati portoghesi, Scratch
Campionati portoghesi, Corsa a punti
Campionati portoghesi, Americana (con João Matias)
Campionati portoghesi, Omnium
Campionati portoghesi, Eliminazione
Anadia, Corsa a punti
Anadia, Americana (con João Matias)
Giochi olimpici, Americana (con Rui Oliveira)
- 2025

Campionati europei, Corsa a punti
Campionati europei, Scratch

### Strada
- 2018 (Sicasal-Constantinos, una vittoria)

6ª tappa Volta a Portugal do Foturo (Santarém > Santarém)
- 2021 (Tavfer-Measindot-Mortágua, tre vittorie)

2ª tappa Grande Prémio Douro Internacional (Carrazeda de Ansiães > Miranda do Douro)
2ª tappa Volta ao Alentejo (Almodôvar > Sines)
3ª tappa Volta ao Alentejo (Alcácer do Sal > Mora)
- 2022 (Caja Rural-Seguros RGA, una vittoria)

2ª tappa Ronde de l'Oise (Le Plessis-Belleville > Ribécourt Dreslincourt)
- 2023 (Caja Rural-Seguros RGA, cinque vittorie)

3ª tappa International Tour of Hellas (Costa Navarino > Kyparissia)
Classifica generale International Tour of Hellas
2ª tappa GP Beiras e Serra da Estrela (Fornos de Algodres > Figueira de Castelo Rodrigo)
3ª tappa GP Beiras e Serra da Estrela (Penamacor > Pinhel)
2ª tappa Giro di Croazia (Biograd na Moru > Novalja)
- 2024 (Caja Rural-Seguros RGA, tre vittorie)

5ª tappa Volta ao Alentejo (Nisa > Évora)
2ª tappa GP Beiras e Serra da Estrela (Belmonte > Sabugal)
1ª tappa, 1ª semitappa International Tour of Hellas (Salonicco > Salonicco, cronometro)
- 2025 (Caja Rural-Seguros RGA, una vittoria)

Trofeo Palma

#### Altri successi
- 2021 (Tavfer-Measindot-Mortágua)

Classifica a punti Volta ao Alentejo
- 2023 (Caja Rural-Seguros RGA)

Classifica a punti International Tour of Hellas
- 2024 (Caja Rural-Seguros RGA)

Classifica a punti Volta ao Alentejo

## Piazzamenti

### Competizioni mondiali
- Campionati del mondo su pista

Berlino 2020 - Scratch: 9º
Berlino 2020 - Americana: 14º
Roubaix 2021 - Inseguimento individuale: 16º
Roubaix 2021 - Omnium: 4º
Roubaix 2021 - Corsa a eliminazione: 2º
Glasgow 2023 - Omnium: vincitore
- Giochi olimpici

Parigi 2024 - Omnium: 2º
Parigi 2024 - Americana: vincitore

### Competizioni europee
- Campionati europei su pista

Gand 2019 - Scratch Under-23: 16º
Gand 2019 - Omnium Under-23: 6º
Apeldoorn 2019 - Inseguimento individuale: 16º
Apeldoorn 2019 - Americana: 11º
Fiorenzuola d'Arda 2020 - Corsa a eliminazione Under-23: 2º
Fiorenzuola d'Arda 2020 - Corsa a punti Under-23: 2º
Fiorenzuola d'Arda 2020 - Scratch Under-23: 2º
Fiorenzuola d'Arda 2020 - Omnium Under-23: 7º
Plovdiv 2020 - Corsa a eliminazione: 2º
Plovdiv 2020 - Scratch: vincitore
Plovdiv 2020 - Omnium: 3º
Plovdiv 2020 - Inseguimento individuale: 10º
Grenchen 2021 - Corsa a punti: 2º
Grenchen 2021 - Inseguimento individuale: non partito
Grenchen 2021 - Americana: 3º
Monaco di Baviera 2022 - Scratch: vincitore
Monaco di Baviera 2022 - Americana: 4º
Grenchen 2023 - Scratch: 6º
Grenchen 2023 - Americana: 4º
Apeldoorn 2024 - Scratch: vincitore
Apeldoorn 2024 - Americana: 4º
Heusden-Zolder 2025 - Corsa a punti: vincitore
Heusden-Zolder 2025 - Scratch: vincitore
- Campionati europei su strada

Alkmaar 2019 - In linea Under-23: ritirato
Drenthe 2023 - In linea Elite: ritirato
Limburgo 2024 - In linea Elite: non partito